# 广西壮族自治区监察委员会
广西壮族自治区监察委员会，简称广西壮族自治区监委，是中华人民共和国广西壮族自治区的省级地方国家监察机关，与中国共产党广西壮族自治区纪律检查委员会合署办公。